# Leon Petrażycki
Leon Petrażycki (ur. 13 kwietnia?/25 kwietnia 1867 w majątku Kołłątajewo w powiecie siennieńskim guberni witebskiej, zm. 15 maja 1931 w Warszawie) – polski prawnik, filozof, socjolog prawa, etyk i logik działający w Rosji; twórca psychospołecznej teorii prawa.

## Życiorys

### Wczesne lata
Syn Józefa Petrażyckiego i Rozalii z Czarnockich herbu Lis. Jego ojciec brał udział w powstaniu styczniowym w wyniku czego skonfiskowano mu majątek, dlatego dzieciństwo spędził w należącym do rodziny jego matki majątku Ledniewicze koło Sienna. Osobowość Petrażyckiego ukształtowała się na styku dwóch kultur: polskiej i rosyjskiej. Z kulturą polską wiązało go pochodzenie, tradycje domowe, język i zainteresowania badawcze. Większość jego prac pisana była jednak w języku rosyjskim lub niemieckim. Okres największej aktywności uczonego przypada na jego pobyt w Rosji. Był wtedy aktywnym uczestnikiem życia politycznego i intelektualnego Rosji. Z tego powodu, w pracach rosyjskich, określa się go jako uczonego rosyjskiego.
Ukończył gimnazjum w Witebsku, a następnie udał się na studia medyczne na Uniwersytecie Kijowskim. Po dwóch latach zmienił kierunek studiów na prawo. Dyplom uzyskał w 1890. Korzystał ze wsparcia i biblioteki zamieszkałego w Kijowie krewnego, lekarza Seweryna Petrażyckiego. Jeszcze w czasie studiów (1888–1889) przełożył z niemieckiego na rosyjski System prawa rzymskiego Juliusa Barona. Podręcznik był kilkakrotnie wznawiany.

### Studia zagraniczne
Stypendium rządu rosyjskiego pozwoliło Petrażyckiemu na wyjazd za granicę. Kontynuował naukę na Uniwersytecie Berlińskim w latach 1890–1894, a następnie w Heidelbergu, Paryżu i Londynie. Podczas studiów w Berlinie uczęszczał na seminarium znanego cywilisty i romanisty Heinricha Dernburga. W okresie tym niemiecka nauka prawa koncentrowała się na dyskusjach wokół pierwszego i drugiego projektu kodyfikacji niemieckiego prawa cywilnego. Spór prowadzony był w ramach dominującej wtedy historycznej szkoły prawa, w której istniały dwa główne stanowiska: romanistów, którzy wzorów dla kodyfikacji poszukiwali w prawie rzymskim i germanistów, pragnących, by kodyfikacja odwoływała się do prawa germańskich plemion i średniowiecznych państw niemieckich.
Petrażycki zabrał głos w tej dyskusji, wydając dwie publikacje: Die Fruchtverteilung beim Wechsel der Nutzungsberechtigten (Berlin 1892) oraz 2 tomy Die Lehre vom Einkommen (Berlin 1893 i 1895). Poświęcone one były prawu rzymskiemu zawierały jednak również zalążki jego późniejszej teorii prawa. Wskazywał w nich, że stanowisko historycystów, którzy szukają wzorów instytucji prawnych w przeszłości, jest błędne. Prawo rzymskie zawdzięczało swoją żywotność temu, że odpowiadało na wyzwania i potrzeby swoich czasów. Nie powinno się więc kopiować dawnych instytucji, lecz dostosowywać prawo do aktualnej sytuacji społecznej i gospodarczej. To diagnoza aktualnych potrzeb społecznych powinna więc być punktem wyjścia do tworzenia kodyfikacji cywilistycznej.
Petrażycki krytykował również germanistyczny nurt historycznej szkoły prawa. Wskazywał, że ich pochwała prawa zwyczajowego ma charakter polityczny. Ma charakter konserwatywny i wymierzona jest w rosnące wpływy socjalistów w Reichstagu. Historyczna szkoła prawa stanowiła więc wsparcie dla partii junkierskiej, przeciwnej reformom społecznym.
Prace Petrażyckiego spotkały się z dużym odzewem i przysporzyły młodemu prawnikowi sławy. Na zarzuty Petrażyckiego odpowiedział główny referent Kodeksu w Reichstagu – Rudolph Sohm. Prace recenzowane były też przez znanych badaczy (Ernsta Ecka, Rudolfa Leonharda, Paula Oertmanna) były też szeroko cytowane i komentowane. W późniejszym okresie Petrażycki wydał jeszcze dwie prace w języku niemieckim, nie spotkały się już jednak z podobnym zainteresowaniem.

### Okres petersburski

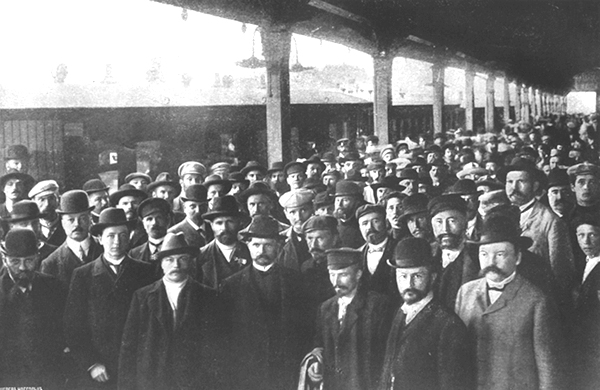
Deputowani rozwiązanej Dumy na stacji w Wyborgu (lipiec 1906)

Po powrocie do Rosji Petrażycki tłumaczył fragmenty Die Fruchtverteilung beim Wechsel der Nutzungsberechtigten. Po zmodyfikowaniu i rozszerzeniu pozwoliły mu one uzyskać na Uniwersytecie Kijowskim tytuł magistra prawa rzymskiego (1896), a następnie doktora prawa rzymskiego (1898). Inny fragment tej pracy został wydany w wydawnictwie uniwersyteckim jako wprowadzenie do polityki prawa.
Został zatrudniony jako docent na Petersburskim Uniwersytecie Państwowym (1897). W 1898 został profesorem nadzwyczajnym encyklopedii i historii filozofii prawa, a w 1901 został profesorem zwyczajnym.
Okres ten był najbardziej twórczy w jego życiu, zarówno pod względem naukowym, jak i politycznym. Napisał wtedy Zarys filozofii prawa (1900), O pobudkach postępowania i o istocie moralności i prawa (1904), Wstęp do nauki prawa i moralności (1905), Teoria prawa i państwa w związku z nauką o moralności (1907), Uniwiersitiet i nauka (1907). Prace te ukazały się pierwotnie w języku rosyjskim, a na język polski zostały przetłumaczone dopiero po wielu latach. Prace te rozwijały idee zawarte w pracach z okresu studiów niemieckich.
Był współzałożycielem dwóch pism: „Wiestnika Prawa” (1899–1904) oraz tygodnika „Prawo” (1898–1917). Związany z grupą liberalnych intelektualistów żydowskich wydających ten drugi tytuł, należał do jego kolegium redakcyjnego. Działał również w Petersburskim Towarzystwie Prawniczym.

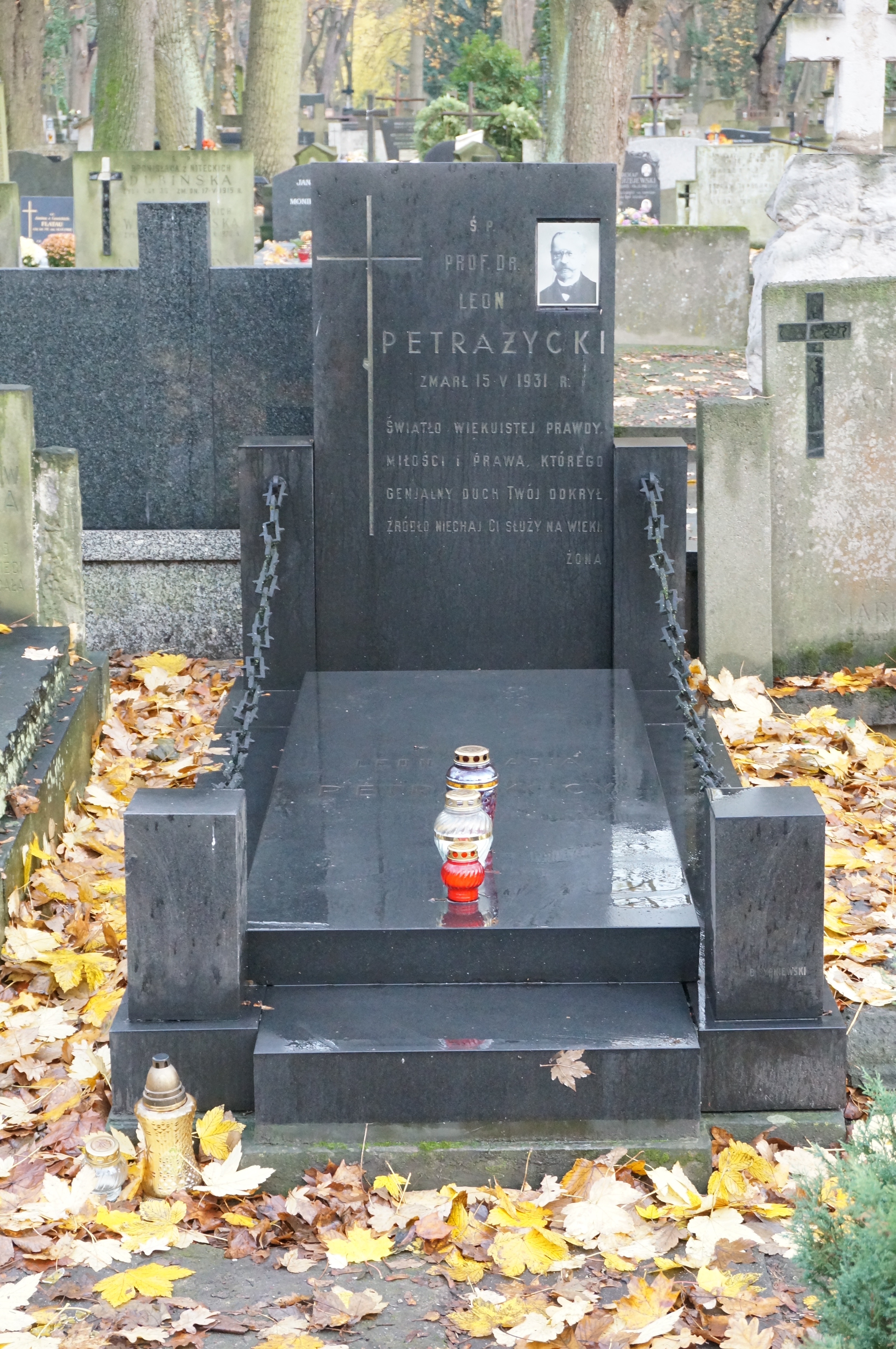
Grób Leona Petrażyckiego na cmentarzu Powązkowskim

W licznych artykułach zajmował się również problematyką dogmatycznoprawną (dotyczące np. prawa akcyjnego). Jego publikacje wpisywały się w program stronnictw postulujących modernizację Rosji, reformy demokratyczne i rozwój gospodarki kapitalistycznej. Także prace teoretyczne miały charakter polityczny, jako że prawo było w nich głównym instrumentem postępu społecznego. Jego poglądy można określić jako charakterystyczne dla rosyjskiego liberalizmu legalistycznego. Odrzucał rewolucyjną drogę przemian w Rosji, wskazując na konieczność reform zgodnie z prawem.
Po rewolucji 1905 roku związał się z liberalną Partią Konstytucyjno-Demokratyczną (kadetami), wchodząc wraz z przywódcą polskiej fakcji liberałów w Rosji Aleksandrem Lednickim do Komitetu Centralnego tej partii. Odbiegał znacząco poglądami od lidera ugrupowania, Pawła Milukowa, zajmując m.in. bardziej zachowawcze stanowisko w kwestii agrarnej.
W 1906 został wybrany z listy kadetów do pierwszej rosyjskiej Dumy. Zajmował się tam kwestią przyznania praw wyborczych kobietom, brał udział w posiedzeniach komisji agrarnej, praw obywatelskich i nietykalności osobistej i in. Nie dołączył do Koła Polskiego. Po rozwiązaniu I Dumy w 1906 wraz z innymi kadetami i trudowikami podpisał manifest wyborski, za co został skazany na 3 miesiące aresztu, pozbawiony praw wyborczych i etatu profesora zwyczajnego na uniwersytecie. Z powodu choroby odsiedział wyrok dopiero w 1908. Był więziony w Twierdzy Pietropawłowskiej i w więzieniu Taganka w Moskwie. 
Był jako wykładowca patronem młodzieżowego ruchu naukowego, do koła jego zwolenników należał m.in. studiujący w Petersburgu w latach 1912–1914 Mieczysław Niedziałkowski, jeden z liderów tamtejszej „Filarecji”. W 1912 został członkiem Akademii Umiejętności w austriackim Krakowie, co miało wywołać skandal dyplomatyczny w Rosji.
Po wybuchu I wojny światowej działał w Polskim Towarzystwie Pomocy Ofiarom Wojny. W latach 1914–1917 wydawał z Bohdanem Kistiakiwśkim pismo „Nowyje idiei w prawowiedenii” („Новые идеи в правоведении”). W 1914 stanął na czele Polskiego Towarzystwa Prawników i Ekonomistów w Piotrogrodzie, w 1915 odzyskał stanowisko profesora zwyczajnego, w 1916 włączył się w prowadzenie Wyższych Kursów Polskich. Publikował na łamach bliskiego endecji pisma „Myśl Narodowa”, wydawanego w Piotrogrodzie w latach 1916–1917 przez Bohdana Winiarskiego pod redakcją Piotra Bańkowskiego. 
W 1917 przez krótki okres był sędzią Sądu Najwyższego Rosji. Po rewolucji lutowej i obaleniu caratu został również powołany w skład Senatu Rządzącego, ale nie podjął współpracy z Rządem Tymczasowym. Wziął udział w planowaniu armii polskiej w Rosji przez Zarząd Związku Wojskowych Polaków i w pracach Komisji Likwidacyjnej do spraw Królestwa Polskiego, której przewodniczył Aleksander Lednicki. Według jego bratanka, Tadeusza Petrażyckiego, działalność ta miała przynieść mu niewręczony ostatecznie Order Virtuti Militari.
W połowie października 1917, na krótko przed rewolucją październikową, wyjechał z żoną do Finlandii. Pozostawił w Piotrogrodzie rękopisy, które odzyskał od rządu radzieckiego po latach starań. Przebywając na linii frontu wojny domowej, pisał monografię zatytułowaną Logika pozycyjna, która miała później zaginąć w depozycie fińskiego banku. 

### Wyjazd do Polski
W 1918, 1919 lub 1921 Petrażycki przybył do Polski. Odrzuciwszy oferty zatrudnienia m.in. z Uniwersytetu Oksfordzkiego oraz Sorbony i nie znalazłszy porozumienia z Naczelnikiem Państwa Józefem Piłsudskim, który proponował mu wejście do rządu, objął utworzoną specjalnie dla niego pierwszą w Polsce katedrę socjologii na Wydziale Prawa i Nauk Politycznych Uniwersytetu Warszawskiego. W 1920 znalazł się obok Aleksandra Lednickiego, Samuela Dicksteina i Julii Dickstein-Wieleżyńskiej w gronie założycieli Koła Włosko-Polskiego im. Leonarda da Vinci. Wczesnym latem 1920 wszedł wraz z Aleksandrem Lednickim w skład kierowanego przez Władysława Tyszkiewicza Towarzystwa Rosyjsko-Polskiego, które wspierało antybolszewicki projekt „trzeciej Rosji” Borisa Sawinkowa i jego Rosyjski Komitet Polityczny na płaszczyźnie kulturalno-intelektualnej.
W kraju skonfliktował się z częścią środowiska naukowego, występując przeciwko dyskryminacji Żydów w obsadzie stanowisk akademickich (w szczególności chodziło o katedrę historii dla Szymona Askenazego). Był bezpardonowo atakowany w prasie prawicowej. Według Jerzego Giedroycia, słuchacza wykładów Petrażyckiego, odpowiedzialność za akcję przeciwko niemu ponosił związany z ruchem narodowym Eugeniusz Jarra, dziekan Wydziału Prawa UW w latach 1924–1928. W obrębie polskiej nauki prawnej jego myśl znalazła się z kolei w silnej opozycji do środowiska normatywistów, czerpiącego z filozofii szkoły lwowsko-warszawskiej.
Oprócz stanowiska na Uniwersytecie Warszawskim zajmował katedrę polityki ustawodawczej na Wydziale Nauk Politycznych i Społecznych Wolnej Wszechnicy Polskiej, prowadząc wykłady przez trzy lata. Przez pewien czas sprawował tam funkcję prorektora. Brał udział w pracach Komisji Kodyfikacyjnej. Pozostawał członkiem Polskiej Akademii Umiejętności. W 1925 został członkiem Międzynarodowej Akademii Prawa Porównawczego w Hadze i wiceprezesem Międzynarodowego Instytutu Socjologicznego (IIS) w Paryżu. W 1927 otrzymał doktorat honoris causa Uniwersytetu Stefana Batorego w Wilnie.
Nie brał udziału w życiu politycznym, a jego działalność naukowa była znacznie mniej intensywna niż w Rosji. W ocenie socjologa Tomasza Zaryckiego Petrażycki z jednej strony utracił przedrewolucyjny status społeczny i punkt odniesienia dla swojej działalności politycznej, opartej na krytyce konserwatywnych elit z pozycji radykalnie liberalnych i demokratycznych, które odpowiadały interesom dynamicznej międzynarodowej burżuazji, z drugiej zaś nie potrafił znaleźć dla siebie miejsca w polu władzy II Rzeczypospolitej. Podobnie jak Jan Baudouin de Courtenay, reprezentował orientację kosmopolityczną, nieprzystającą do realizowanej w Polsce w zgodzie z konserwatyzmem galicyjskim koncepcji państwa narodowego. Nie opublikował żadnych nowych prac, choć kilka z nich przygotował w postaci rękopisu. Kilka tomów z jego spuścizny wydało powołane po jego śmierci towarzystwo jego imienia pod kierownictwem Jerzego Finkelkrauta. Większość rękopisów uległa jednak zniszczeniu w czasie II wojny światowej. Jeszcze przed 1926 zaginąć miała w drukarni Uniwersytetu Jagiellońskiego większa część jego przygotowanej do druku krytyki filozofii Kanta, we wrześniu 1939 w zbombardowanej przez Luftwaffe drukarni przy ulicy Miodowej w Warszawie spłonął zbiór jego prac i tłumaczeń, a podczas powstania warszawskiego zaginął z domu jego żony kufer z notatkami i tekstami. W 1958 wydawanie prac Petrażyckiego zainicjował ponownie Tadeusz Kotarbiński.
Petrażycki cierpiał w ostatnich latach życia na zaburzenia depresyjne. 15 maja 1931 popełnił samobójstwo przy użyciu pistoletu pożyczonego od krewnego. Został pochowany na cmentarzu Powązkowskim w Warszawie (kwatera 309-4-6).

## Koncepcje teoretyczne
Rekonstrukcja poglądów Petrażyckiego jest utrudniona. Większość jego dojrzałych prac w chwili śmierci filozofa pozostawała w postaci rękopisów i uległa zniszczeniu w czasie II wojny światowej. Duża część tej teorii jest więc znana jedynie z relacji uczniów Petrażyckiego (szczególnie Jerzego Landego i Henryka Piętki). Nie jest jednak do końca jasne na ile te relacje wiernie przekazują poglądy Petrażyckiego, a na ile są ich reinterpretacją.
Teorie Petrażyckiego klasyfikowane są w obrębie realizmu prawniczego.

### Teoria prawa
Pierwszą publikacją, zawierającą zarys psychologicznej teorii prawa był artykuł Czto takoje prawo zamieszczony w Wiestniku Prawa w 1899. Koncepcja ta była następnie rozwijana do końca życia filozofa.
Prawo według Petrażyckiego nie jest systemem norm, lecz pewnego rodzaju faktem psychologicznym, a mianowicie szczególnego rodzaju emocją. Emocje prawne mają charakter dwustronny: imperatywno-atrybutywny (zarówno zobowiązujący, jak i przyznający).
Petrażycki był przeciwnikiem koncepcji redukujących prawo jedynie do postaci językowej. Wskazywał więc, że należy rozróżnić językowe sformułowania norm prawnych (czyli to, czym tradycyjnie zajmowali się prawnicy) od pewnych stanów psychologicznych, które rzeczywiście wpływają na zachowanie jednostek. Należy więc odróżnić idealną i realną postać prawa. Idea ta została następnie rozwinięta przez Jerzego Landego i upowszechniła się jako teza o wielopłaszczyznowości prawa.

#### Prawo intuicyjne, pozytywne i oficjalne
Przeżycia prawne jednostek mogą mieć różnorodny charakter. Najprostszą postać ma prawo intuicyjne. Są to jednostkowe przeżycia imperatywno-atrybutywne (a więc o istnieniu wymagalnych obowiązków). Takie prawo ma charakter bardzo indywidualny i subiektywny. Cechuje się też dużą zmiennością. Takie pojęcie prawa jest znacznie szersze od tradycyjnego pojmowania prawa. Każda osoba może mieć bowiem własne prawo intuicyjne. W niektórych wypowiedziach Petrażycki wskazywał nawet, że można mówić o stosunku prawnym istniejącym między ludźmi a zwierzętami. Choć koncepcja ta była przedmiotem licznych krytyk, to stała się podstawą socjologicznego pojęcia świadomości prawnej, badanej przez następne pokolenia polskich socjologów.
Bardziej skomplikowaną budowę ma prawo pozytywne. Znaczenie tego pojęcia jest tu odmienne od znaczenia tradycyjnego, jako prawa ustanowionego przez prawodawcę. W teorii Petrażyckiego, podobnie jak prawo intuicyjne jest ono przeżyciem prawnym zawartym w psychice jednostek. Ma jednak charakter heteronomiczny. Oznacza to, że składają się na nie oprócz indywidualnych sądów, również „fakty normatywne”, czyli sądy pochodzące spoza psychiki danej jednostki. Mogą to być sądy innych osób (np. uczonych prawników, innych osób), tradycja czy ustawa. Prawo pozytywne nie jest więc zależne wyłącznie od jednostkowej psychiki, co powoduje jego większą stabilność i obiektywność. Niestabilność, różnorodność i subiektywność prawa intuicyjnego powoduje tendencję do jego pozytywizacji, a więc do utrwalania pewnych jego form w postaci ogólnej.

Trzecim rodzajem prawa jest prawo oficjalne. 

Prawem oficjalnym jest takie prawo, które jest stosowane i popierane przez przedstawicieli władzy państwowej ze względu na ich obowiązek służby społecznej.

 Jest to więc rodzaj prawa najbardziej zbliżony do jego tradycyjnego znaczenia. Petrażycki nie był w tym jednak jednoznaczny i zauważał, że tradycyjnie rozumiane prawo składa się w istocie z mieszanki prawa intuicyjnego, pozytywnego i oficjalnego i nie nadaje się do stworzenia na jego temat teorii naukowej.
Leon Petrażycki stwierdza, że „zdumiewająca bezpodstawność tej [pozytywistycznej] doktryny nie mogłaby się nie rzucić im [pozytywistom] w oczy”, gdyby tylko zechcieli wyjść poza wąski krąg własnych przyzwyczajeń myślowych związanych z wizją społeczeństwa, państwa i prawa oraz wejrzeć na przykład „prawa narodów muzułmańskich lub prawo żydowskie”. W rezultacie Petrażycki formułuje postulat sui generis pluralizmu w myśleniu o źródłach prawa, a także realne dowartościowanie i równouprawnienia odmiennych, aniżeli ściśle europejska, tradycji prawniczych.

### Prawo a moralność
Zarówno prawo, jak i moralność są emocjami. Moralność jest jednak emocją jednostronną (ma charakter imperatywny), natomiast prawo dwustronną (charakter imperatywno-atrybutywny). Oznacza to, że w przypadku moralności można mówić jedynie o obowiązku jakiegoś zachowania, natomiast prawo wiąże się z przeżyciami zarówno obowiązku, jak i uprawnienia, ma więc charakter roszczeniowy. Jeśli więc dane zachowanie jest postrzegane jako obowiązek jednostki, lecz nie można się domagać wypełnienia tego obowiązku, to mamy do czynienia z moralnością, a nie z prawem. Powoduje to znaczne rozszerzenie pojęcia prawa, na zjawiska uznawane najczęściej za zjawiska moralne.

### Ewolucja społeczna
Petrażycki był humanistą i idealistą moralnym, uznającym, że zarówno jednostki, jak i społeczeństwa mogą doskonalić się moralnie, dążąc do ideału. Tym celem rozwoju był ideał powszechnej miłości, rozumiany jako powszechne uspołecznienie człowieka, czy też pełne dostosowanie go do życia społecznego. Stan ten polegać miał na ograniczeniu skłonności egoistycznych, i rozwijaniu motywacji altruistycznych. Konflikty społeczne i gwałtowność, miały zostać zastąpione harmonijną współpracą. Wraz z takim rozwojem system prawny miał się stawać coraz mniej represyjny. Z czasem, solidarność grupowa miała zostać zastąpiona przez solidarność ogólnoludzką. „Ideałem jest osiągnięcie charakteru doskonale uspołecznionego, całkowite panowanie czynnej miłości wśród ludzi.”
Na ideę postępu Petrażyckiego duży wpływ miał ewolucjonizm. Społeczeństwa ludzkie podlegają ewolucyjnym zmianom, podobnie jak cała przyroda. Dobór naturalny utrwalać ma pewne cechy fizyczne i psychiczne populacji, które powodują lepsze przystosowanie do istniejących warunków. Tym, co odróżnia ewolucję ludzką od ewolucji przyrodniczej jest charakter tego środowiska – w przypadku człowieka jest nim społeczeństwo. Dlatego też ewolucja polega na coraz lepszym uspołecznieniu. Człowiek coraz lepiej przystosowuje się do warunków życia zbiorowego i stopniowo następuje rozprzestrzenienie się motywacji altruistycznych.
Dzięki emocjom pozytywnym i negatywnym, można wzmacniać lub osłabiać pewne skłonności, sprzyjające uspołecznieniu jednostek. Proces uspołecznienia, a tym samym podnoszenia poziomu moralnego ludzkości, jest więc procesem sterowanym, a podstawową rolę odgrywa w nim prawo. Takie wykorzystywanie prawa w celu ewolucji społecznej, jest określane przez Petrażyckiego mianem polityki prawa.

## Poglądy polityczne

### Poparcie dla praw kobiet
Petrażycki był jednym z najważniejszych w ówczesnej Rosji propagatorów praw kobiet i idei feministycznych. Jako członek Partii Konstytucyjno-Demokratycznej był zwolennikiem wprowadzenia do programu tej partii walki o prawa wyborcze dla kobiet. W tej sprawie w czerwcu 6 (19) w 1906 wygłosił w I Dumie ważne przemówienie, które później ukazało się drukiem jako O prawa dla kobiet (wyd. pol. Lwów 1919). Według Petrażyckiego kobiety są w społeczeństwie „niewolnikami”, ponieważ pozbawione są wolności jako podstawowego warunku swobodnego wykonywania wyborów moralnych. Jego zdaniem całkowite równouprawnienie kobiet należy do tzw. wyższych wartości, które społeczeństwo musi zrealizować. Pisał również, że [r]ównouprawnienie kobiet jest sprawą jasną dla wszystkich ludzi o sumieniu rozwiniętym i kulturalnym, zaś ci, którzy do tego jeszcze nie dorośli, potrzebują wychowania, a nie dowodów. Tłumaczką (i jednocześnie popularyzatorką na ziemiach polskich przemówienia Leona Petrażyckiego na rzecz równouprawnienia kobiet) była jego siostra – Jadwiga Petrażycka-Tomicka.

## Upamiętnienie

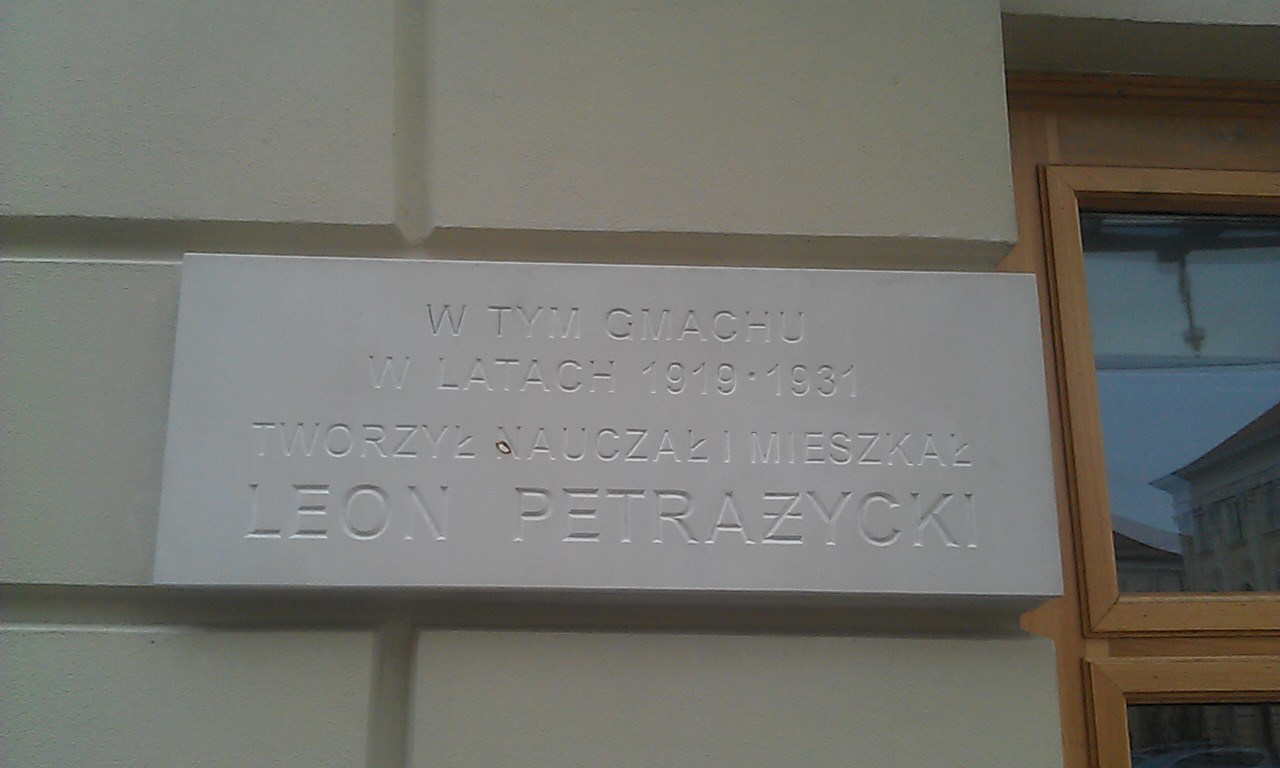
Tablica na ścianie zewnętrznej Collegium Iuridicum I Uniwersytetu Warszawskiego

4 marca 2011 władze Wydziału Prawa i Administracji Uniwersytetu Warszawskiego nadały jego imię budynkowi Collegium Iuridicum I, gdzie w latach 1919–1931 tworzył, nauczał i mieszkał.
W rocznicę śmierci L. Petrażyckiego ukazała się publikacja pod redakcją D. Gila i Ł. Pikuły pt. Prawo i nauka w poglądach Leona Petrażyckiego, Wyd. KUL, Lublin 2013.
W Krakowie imieniem Leona Petrażyckiego nazwano jedną z ulic w Sidzinie, na południowym skraju dzielnicy Dębniki.
W 100. rocznicę odzyskania przez Polskę niepodległości Prezydent RP Andrzej Duda odznaczył go pośmiertnie Orderem Orła Białego.
21 października 2023 dokonano odsłonięcia plakiety na nagrobku Leona Petrażyckiego. Skradziona oryginalna plakieta z brązu odtworzona została z inicjatywy Marcina Kubickiego. Plakieta została ufundowana wspólnie przez Społeczność Akademicką Wydziału Prawa i Administracji Uniwersytetu Warszawskiego, Polskie Towarzystwo Socjologiczne oraz Społeczne Towarzystwo Oświatowo Kulturalne „Świetlica Kulturalna” wg gipsowego modelu Czesława Makowskiego z 1919 r. przechowywanego w Muzeum Narodowym w Poznaniu. Plakieta została odlana w Zakładzie Brązart Odlewnia Artystyczna J. i B. Kwiecińskich w Pleszewie.
12 kwietnia 2024 w budynku Collegium Iuridicum I Wydziału Prawa i Administracji Uniwersytetu Warszawskiego odsłonięto drugą plakietę z wizerunkiem prof. Leona Petrażyckiego. Odsłonięcia dokonał prof. Tomasz Giaro. Plakieta umieszczona została w pokoju profesorskim.  

## Publikacje
Najważniejsze publikacje o charakterze książkowym:
- Die Fruchtverteilung beim Wechsel der Nutzungsberechtigten. Berlin: 1892. Brak numerów stron w książce
- Die Lehre vom Einkommen. T. I. Berlin: 1893. Brak numerów stron w książce
- Die Lehre von Einkommen. T. 2. Berlin: 1895. Brak numerów stron w książce
- Zarys filozofii prawa
- O pobudkach postępowania i o istocie moralności i prawa. Wyd. 1. 1904. Brak numerów stron w książce
- O pobudkach postępowania i o istocie moralności i prawa. Wyd. 2. Warszawa: Oficyna Naukowa, 2002. ISBN 83-88164-51-1. Brak numerów stron w książce
- Wstęp do nauki prawa i moralności. Podstawy psychologii emocjonalnej. Warszawa: PWN, 1959. Brak numerów stron w książce
- O prawa dla kobiet. Lwów: 1919. Brak numerów stron w książce
- Methodologie Der Theorien Des Rechts Und Der Moral
- Teoria prawa i państwa w związku z teorią moralności. T. 1. Warszawa: PWN, 1959. Brak numerów stron w książce
- Teoria prawa i państwa w związku z teorią moralności. T. 2. Warszawa: PWN, 1960. Brak numerów stron w książce
- Wstęp do nauki polityki prawa. Warszawa: 1968. Brak numerów stron w książce
- O nauce, prawie i moralności. Pisma wybrane. Warszawa: PWN, 1985. ISBN 83-01-05257-0. Brak numerów stron w książce